# Hermanus Koekkoek der Ältere

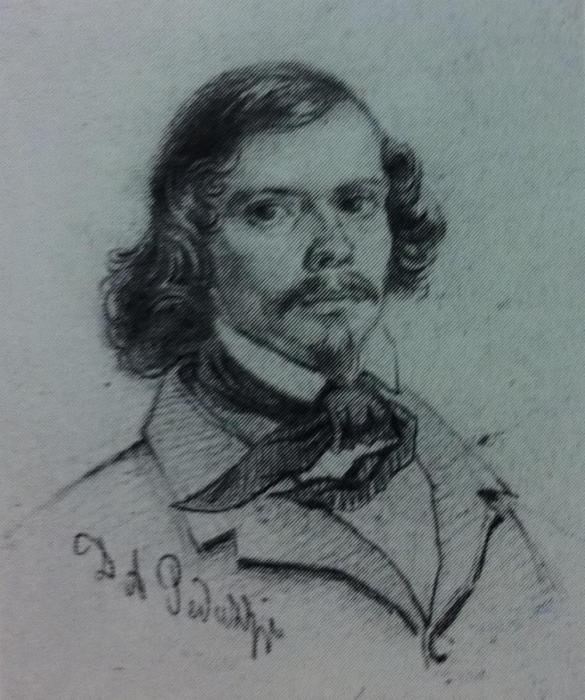
Hermanus Koekkoek der Ältere, um 1850, porträtiert von Dominicus Anthonius Peduzzi

Hermanus Koekkoek der Ältere (* 13. Mai 1815 in Middelburg, Königreich der Niederlande; † 5. November 1882 in Haarlem) war ein niederländischer Landschafts- und Marinemaler. Er signierte seine Werke gelegentlich mit dem Künstlernamen Jan van Couver. In der Literatur wird er wegen der Namensgleichheit mit seinem Sohn auch als Hermanus Koekkoek I. bezeichnet.

## Leben
Hermanus Koekkoek stammte aus der holländischen Künstlerfamilie Koekkoek. Er war der vierte Sohn von Johannes Hermanus Koekkoek und Anna van Koolwijk. Seine Brüder waren Barend Cornelis, Marinus Adrianus und Johannes Koekkoek. Er war der Vater von Hermanus dem Jüngeren, Willem, Johannes Hermanus Barend und Barend Hendrik Koekkoek, sowie der Anna Elisabeth (* 1842), Elisabeth Johanna Maria; (* 1845) und der Johanna Maria (* 1848).
1830 begann Koekkoek in Durgerdam mit der Malerei. Er besuchte die Königliche Akademie der Bildenden Künste in Amsterdam, wo er als Maler, Zeichner und Lithograph ausgebildet wurde. Von 1832 bis 1834 arbeitete er in Amsterdam, dann bis 1836 wieder in Durgerdam und danach bis 1857 erneut in Amsterdam. In der Folge verlagerte er den Ort seines Schaffens nach Nieuwer-Amstel (heute Amstelveen). 1873 kehrte er nach Amsterdam zurück, wo er bis 1882 künstlerisch tätig war. Er verstarb im gleichen Jahr in Haarlem.
Wie sein Vater und seine Brüder ist er für Landschaften und Marineansichten bekannt. Er folgte der Familientradition und unterwies seine Söhne in Malerei. Ein weiterer Schüler war Willem Gruyter junior (1817–1880). 1841 trat er der Künstlergenossenschaft Schilderkundig Genootschap in Rotterdam bei.

## Werke (Auswahl)
Koekkoeks wählte bevorzugt Stadt- und Hafenansichten sowie Fluss- und Meereslandschaften als Motive für seine Bilder.

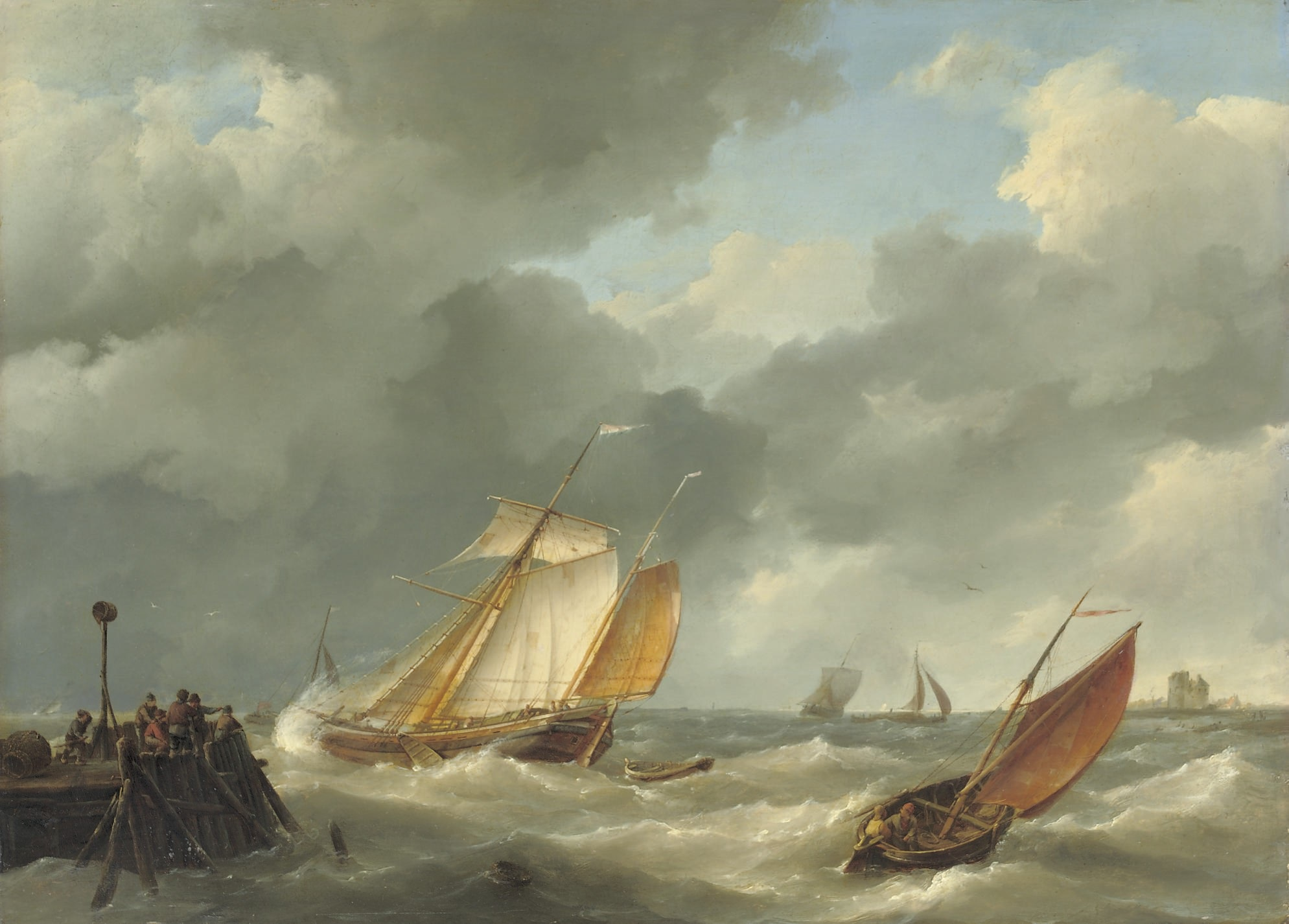
Schifffahrt auf unruhiger See, 1842
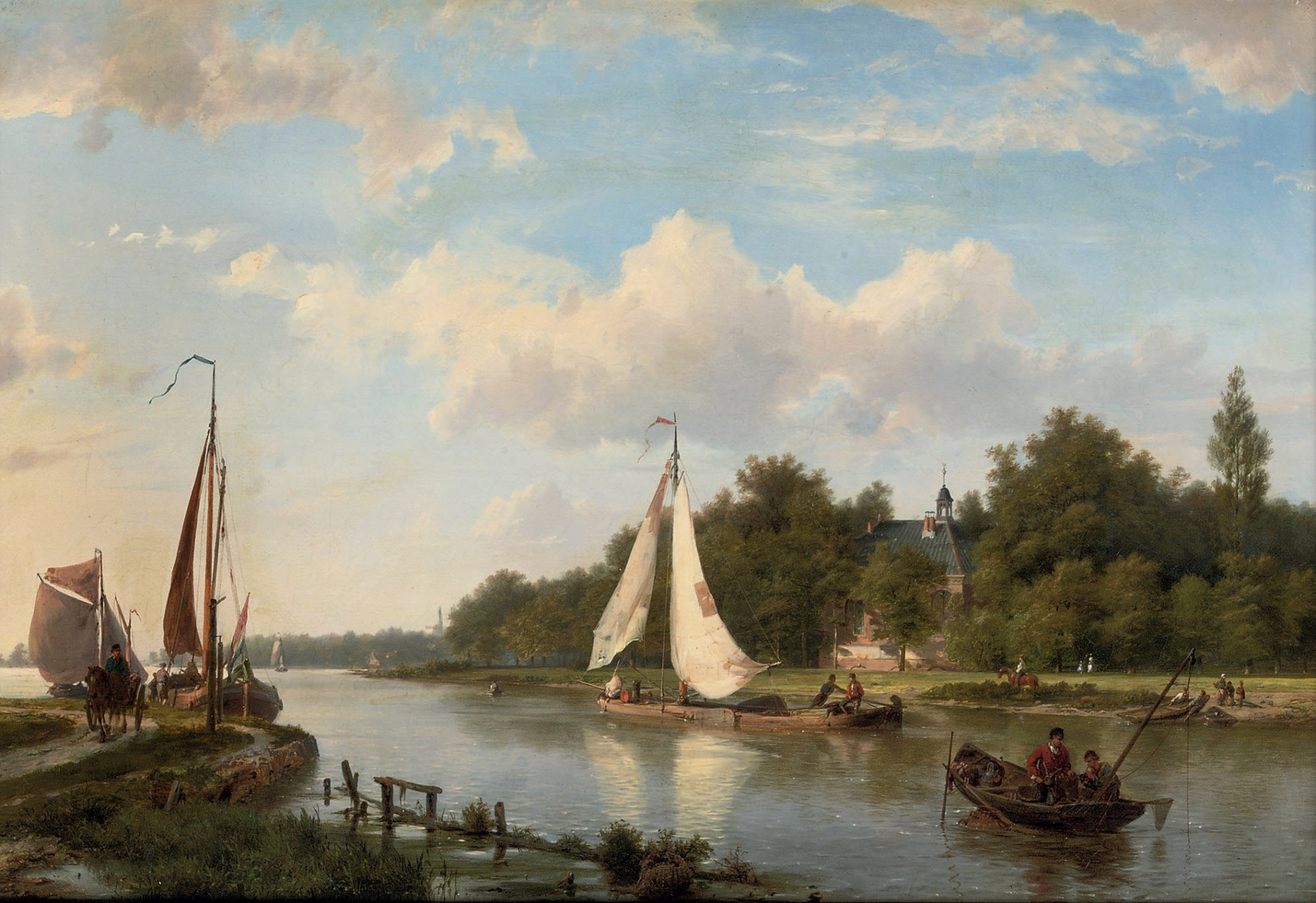
Am Fluss an einem sonnigen Nachmittag, 1864
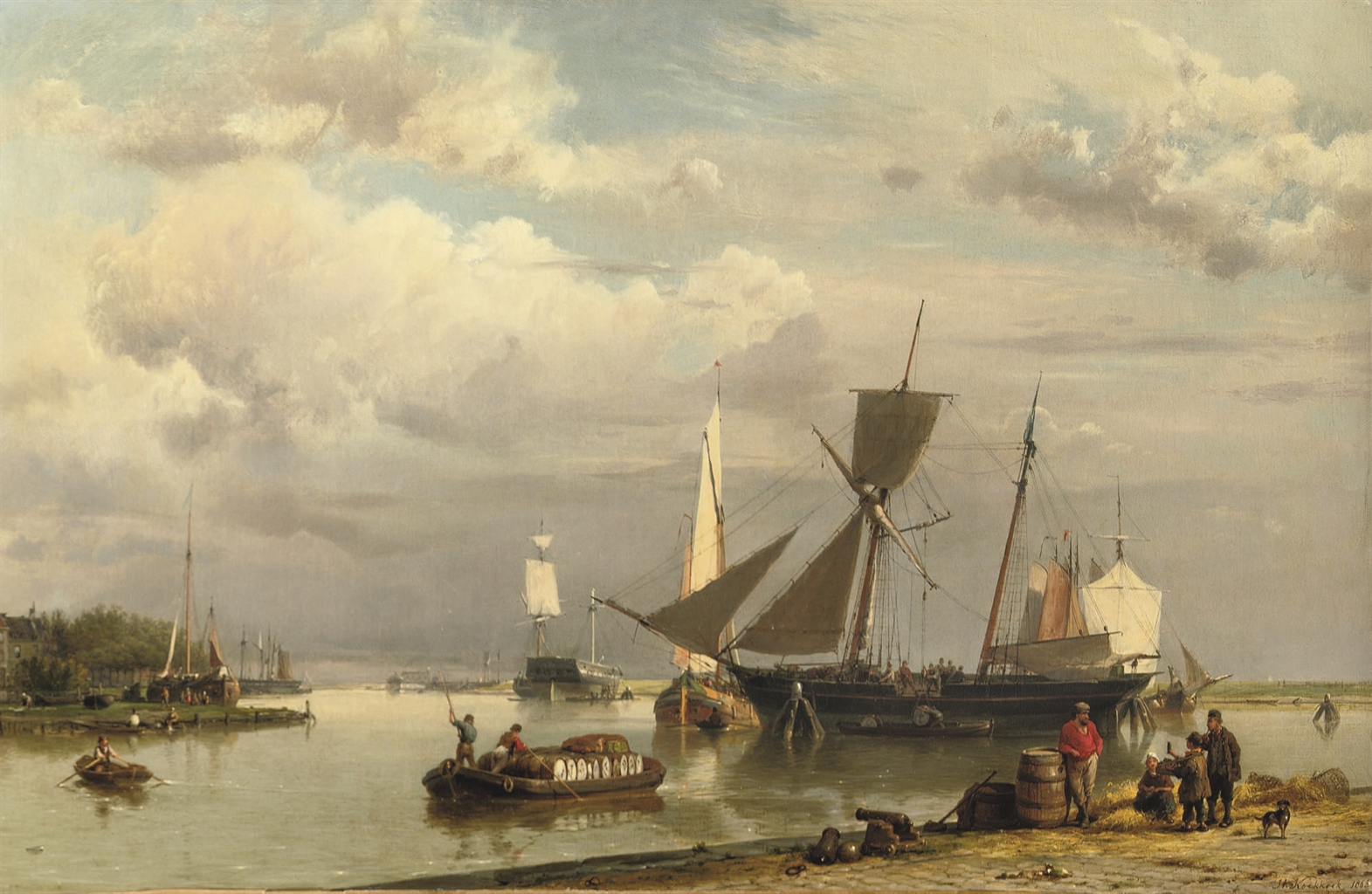
Beladen eines Zweimasters bei Groningen an einem ruhigen Tag, 1865
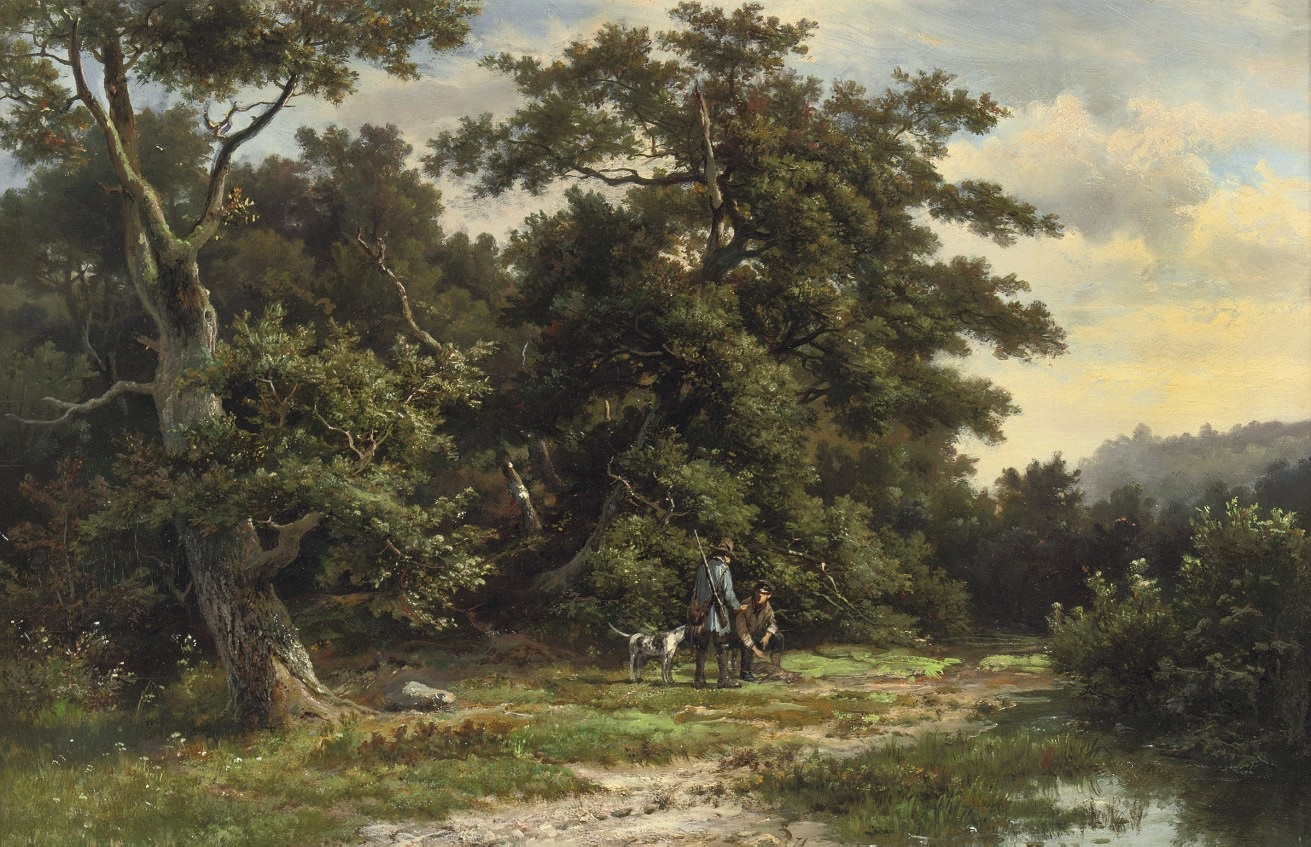
Eine erfolgreiche Fuchsjagd, vor 1882

## Ehrungen
1875 gewann er die Goldmedaille auf der Ausstellung der Sociëtait Arti et Amicitiae.